# Hoa hậu Thế giới 1971

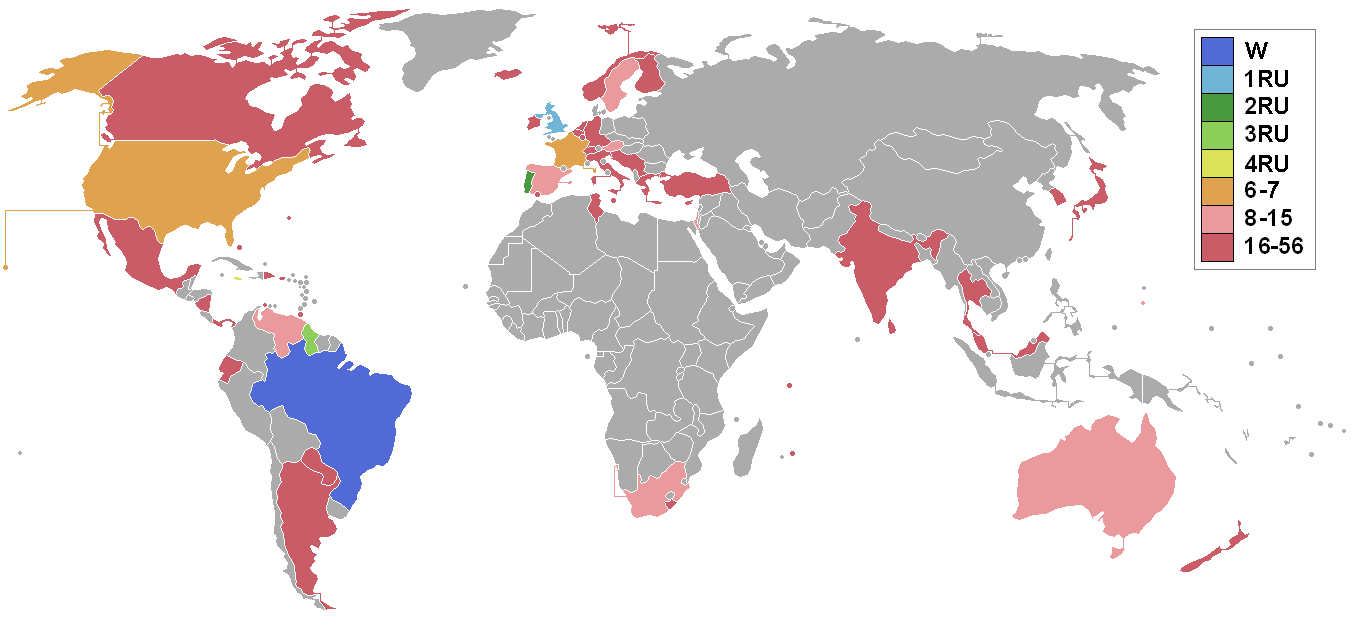
Các quốc gia và vùng lãnh thổ tham dự cuộc thi và kết quả

Hoa hậu Thế giới 1971, là cuộc thi Hoa hậu Thế giới lần thứ 21, được tổ chức vào ngày 10 tháng 11 năm 1971 tại Royal Albert Hall, Luân Đôn, Vương quốc Anh. 56 thí sinh đã tham dự cuộc thi. Cuối cùng, Lúcia Petterle từ Brazil đã đoạt vương miện.

## Kết quả

### Thứ hạng
| Kết quả               | Thí sinh |
| --------------------- | --- |
| Hoa hậu Thế giới 1971 | - Brazil – Lúcia Petterle |
| Á hậu 1               | - Vương quốc Anh – Marilyn Ann Ward |
| Á hậu 2               | - Bồ Đào Nha – Ana Paula de Almeida |
| Á hậu 3               | - Guyana – Nalini Moonsar |
| Á hậu 4               | - Jamaica – Ava Joy Gill |
| Top 7                 | - Pháp – Myriam Stocco - Hoa Kỳ – Karen Brucene Smith |
| Top 15                | - Úc – Valerie Roberts - Áo – Waltraud Lucas - Guam – Deborah Bordallo Nelson - Israel – Miri Ben-David - Nam Phi – Monica Fairall (Thí sinh da trắng) - Tây Ban Nha – María García - Thụy Điển – Simonetta Kohl - Venezuela – Ana María Padrón |

### Giải thưởng đặc biệt
| Giải thưởng                 | Thí sinh                         |
| --------------------------- | -------------------------------- |
| Trang phục dân tộc đẹp nhất | - Philippines – Onelia Ison Jose |

## Thí sinh
| - Nam Phi - Gaily Ryan (Thí sinh da đen) - Argentina - Alicia Beatriz Daneri - Aruba - Maria Elizabeth Bruin - Úc - Valerie Roberts - Áo - Waltraud Lucas - Bahamas - Frances Clarkson - Bỉ - Martine De Hert - Bermuda - Rene Furbert - Brazil - Lúcia Petterle - Canada - Lana Drouillard - Ceylon - Gail Abayasinghe - Síp - Kyriaki Koursoumba - Cộng hòa Dominica - Haydée Kuret - Ecuador - María Cecilia Gómez - Phần Lan - Mirja Halme - Pháp - Myriam Stocco - Đức - Irene Neumann - Gibraltar - Lisette Chipolina - Hy Lạp - Maria Maltezou - Guam - Deborah Bordallo Nelson - Guyana - Nalini Moonsar - Hà Lan - Monica Strotmann - Iceland - Fanney Bjarnadóttir - Ấn Độ - Prema Narayan - Ireland - June Glover - Israel - Miri Ben-David - Ý - Maria Pinnone - Jamaica - Ava Joy Gill | - Nhật Bản - Emiko Ikeda - Hàn Quốc - Lee Young-eun - Luxembourg - Mariette Werckx - Malaysia - Daphne Munro - Malta - Doris Abdilla - Mauritius - Marie-Anne Ng Sik Kwong - México - Lucía Arellano - New Zealand - Linda Ritchie - Nicaragua - Soraya Herrera - Na Uy - Kate Starvik - Panama - María de Lourdes Rivera - Paraguay - Rosa María Duarte - Philippines - Onelia Ison Jose - Bồ Đào Nha - Ana De Almeida - Puerto Rico - Raquel Quintana - Seychelles - Nadia Morel du Boil - Nam Phi - Monica Fairall (Thí sinh da trắng) - Tây Ban Nha - María García - Thụy Điển - Simonetta Kohl - Thụy Sĩ - Patrice Sollner - Thái Lan - Boonyong Thongboon - Trinidad và Tobago - Maria Jordan - Tunisia - Souad Keneari - Thổ Nhĩ Kỳ - Nil Menemencioglu - Vương quốc Anh - Marilyn Ann Ward - Hoa Kỳ - Karen Brucene Smith - Venezuela - Ana María Padrón - Nam Tư - Zlata Petković |

## Chú ý

### Lần đầu tham gia
- Bermuda
- Guam

### Trở lại
| - Lần cuối tham gia vào năm 1966: - Aruba - Trinidad và Tobago | - Lần cuối tham gia vào năm 1967: - Panama | - Lần cuối tham gia vào năm 1969: - Paraguay |

### Bỏ cuộc
- Colombia
- Đan Mạch
- Gambia
- Grenada
- Hồng Kông
- Liban
- Liberia
- Nigeria